# Polskie Radio

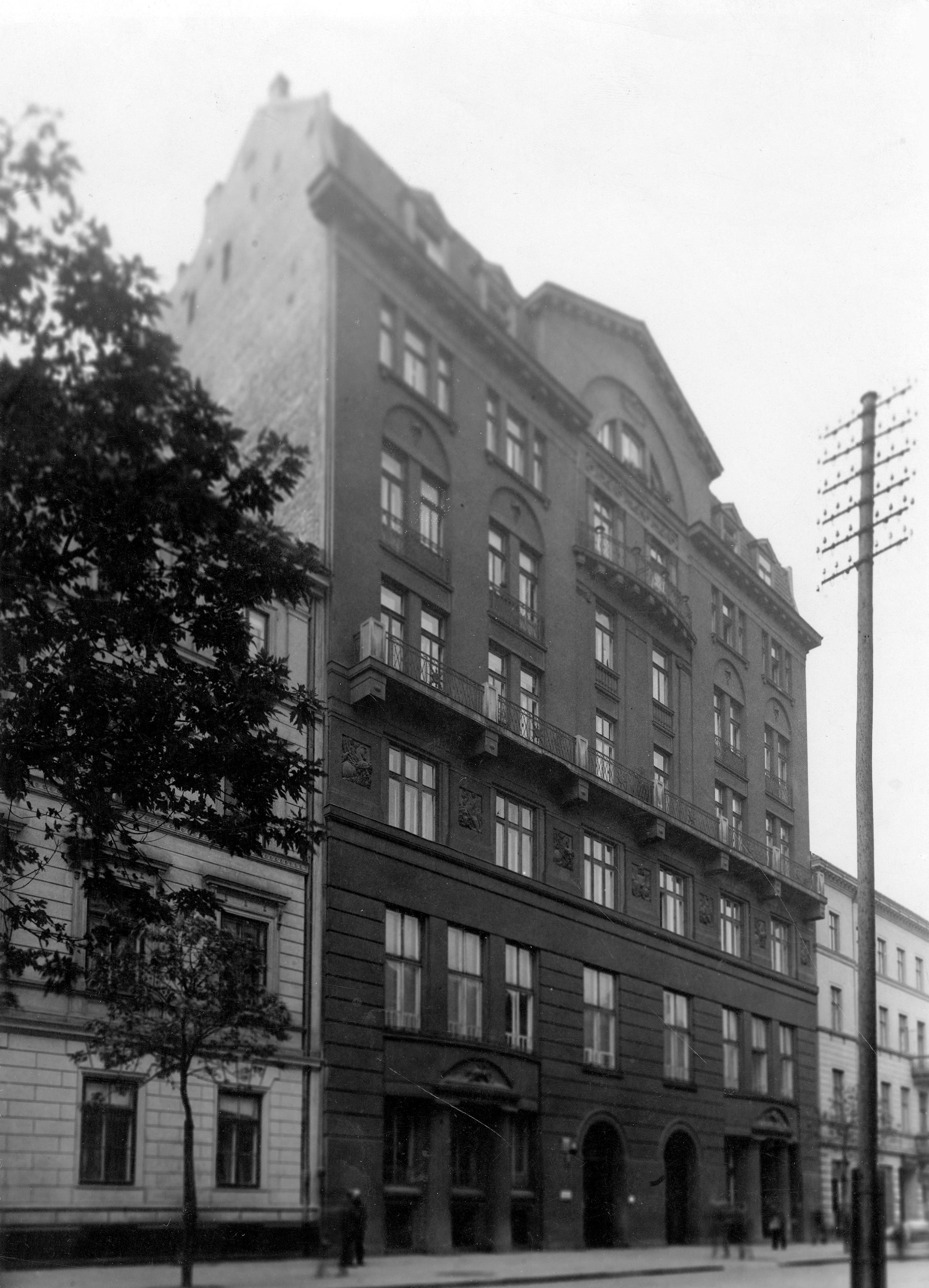
Budynek Związku Pracowników Handlowych i Biurowych przy ul. Zielnej 25 w Warszawie, od 1929 roku siedziba Polskiego Radia

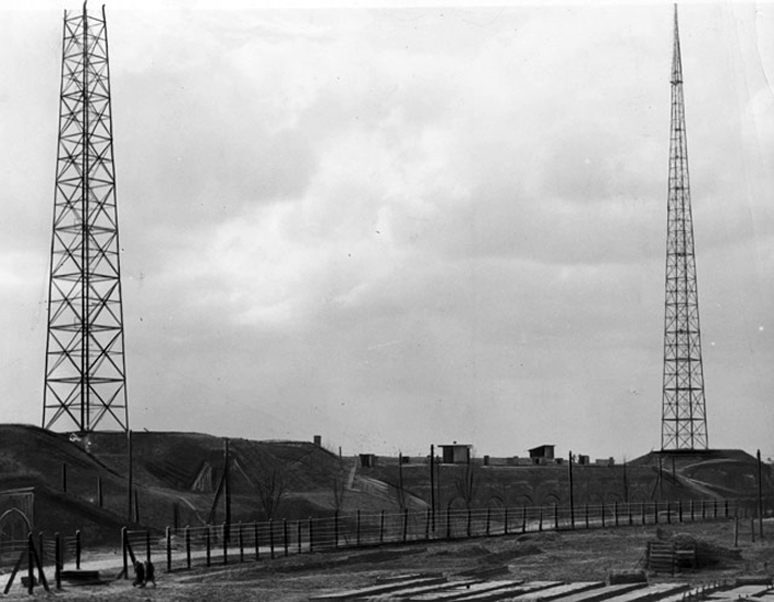
Maszty radiowe Polskiego Radia na terenie fortu Mokotów

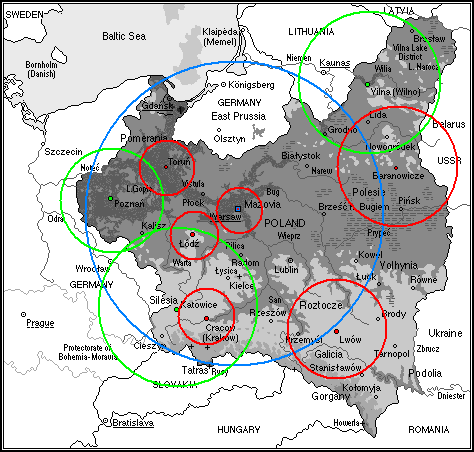
Zasięg rozgłośni Polskiego Radia (stan na 31 sierpnia 1939)

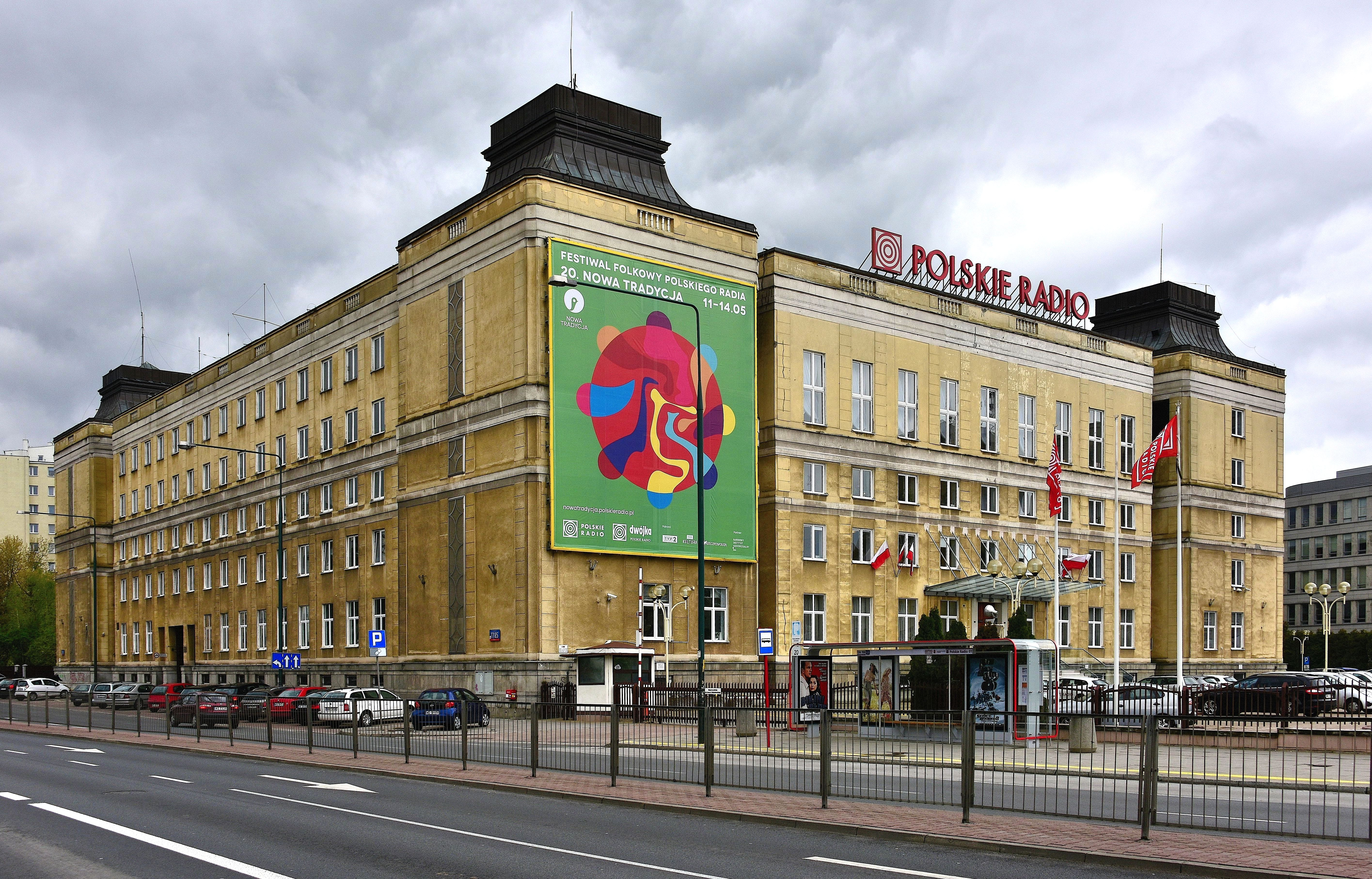
Siedziba Polskiego Radia przy al. Niepodległości 77/85 w Warszawie

Polskie Radio (PR) – jednoosobowa spółka Skarbu Państwa z siedzibą w Warszawie, której celem działalności jest wypełnianie zadań radiofonii publicznej w Polsce. Zadaniem Polskiego Radia jest nadawanie audycji radiowych o zasięgu ogólnokrajowym i międzynarodowym.
Funkcjonuje także siedemnaście rozgłośni regionalnych Polskiego Radia – samodzielnych spółek, które nie są podległe Polskiemu Radiu S.A.

## Historia Polskiego Radia

### Okres międzywojenny

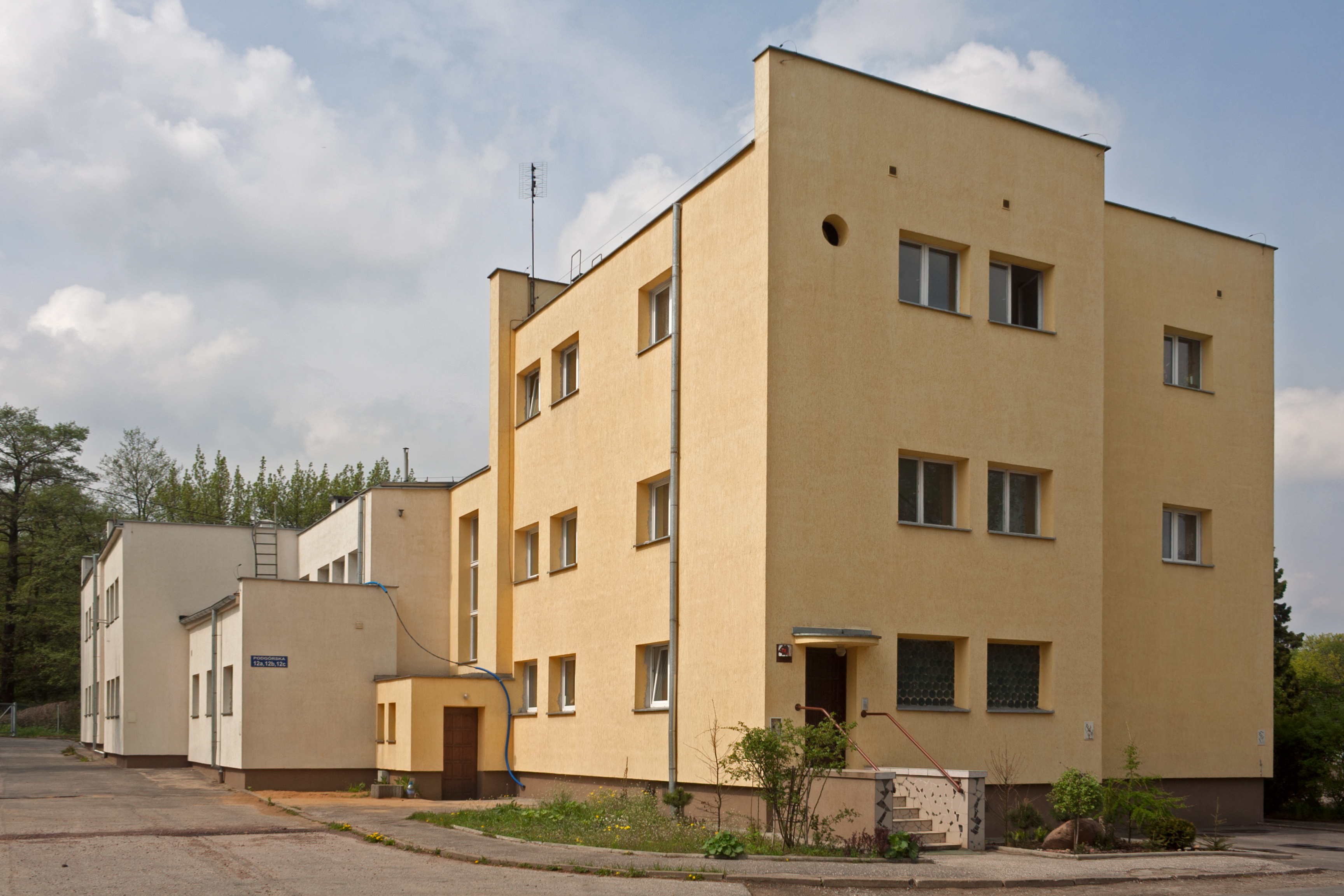
Budynek Pomorskiej Rozgłośni Polskiego Radia, uruchomionej 15 stycznia 1935 w Toruniu

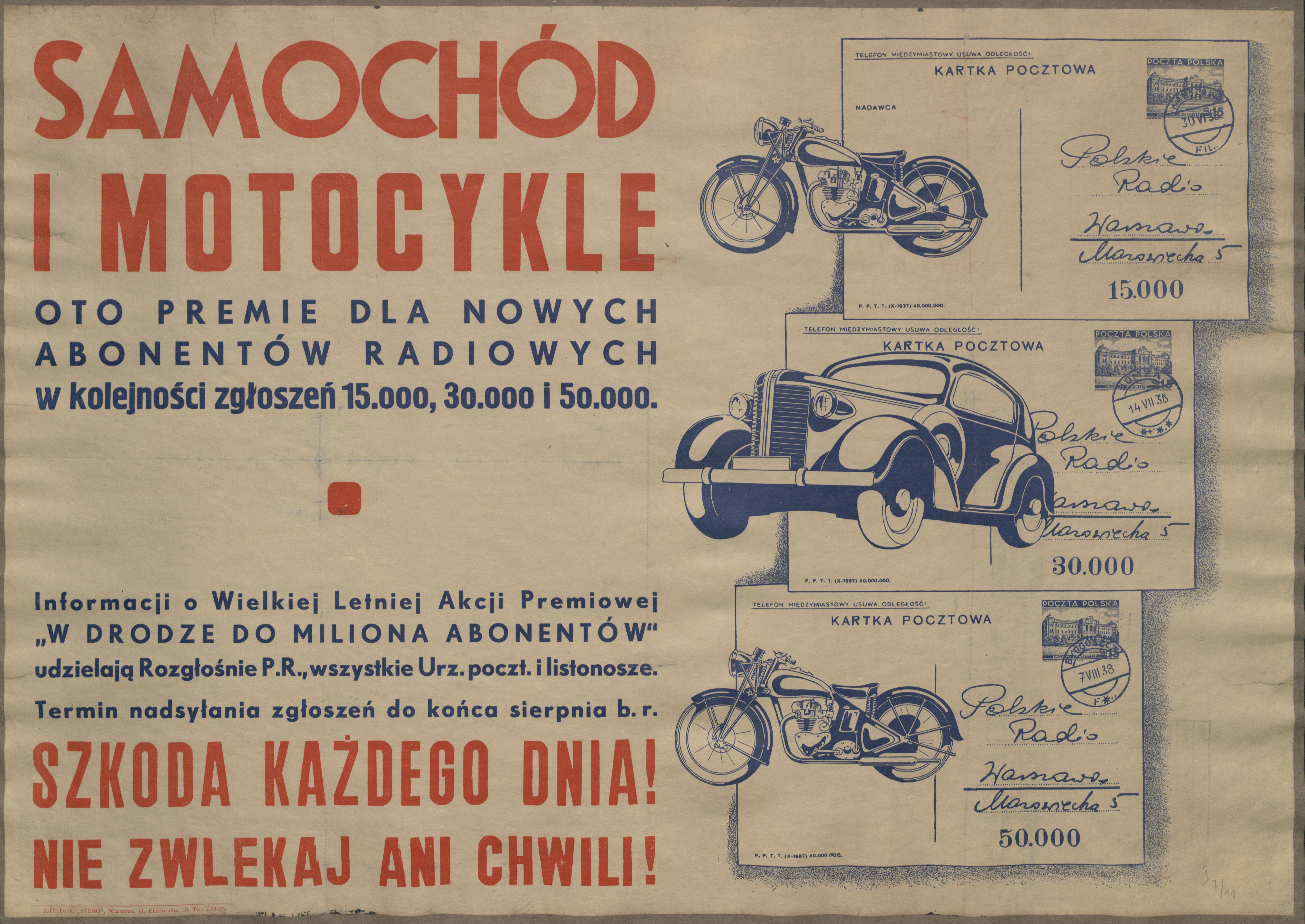
Ulotka z lat 30. zachęcająca do abonamentu radiowego

Pierwsza audycja radiowa została nadana z rozgłośni Polskiego Towarzystwa Radiotechnicznego w Warszawie 1 lutego 1925 na falach średnich (385 m) ze studia w Warszawie przy ul. Narbutta 25. Był to program próbny oraz eksperyment techniczny, który poprzedził oficjalne powstanie 18 sierpnia 1925 „Polskiego Radia” spółki z ograniczoną odpowiedzialnością. Założycielami stacji byli Zygmunt Chamiec i Tadeusz Sułowski. Spółka miała monopolistyczną koncesję na nadawanie programu radiowego na terenie całej Polski.
24 lutego 1925 prasa warszawska zaczęła drukować programy radiowe. Polskie Radio rozpoczęło regularną emisję 18 kwietnia 1926 o godz. 17.45, słowami: Halo, halo Polskie Radio Warszawa, fale 480, wypowiedzianymi przez jego pierwszą spikerkę Janinę Sztompkównę. Pierwszą audycję poświęcono muzyce Fryderyka Chopina. Siedziba Polskiego Radia mieściła się w gmachu Towarzystwa Kredytowego Ziemiańskiego przy ul. Kredytowej, a sygnał nadawano za pomocą anteny zlokalizowanej przy ul. Narbutta 29. W 1927 audycje nadawano z fortu przy ul. Racławickiej, gdzie na dwóch 75-metrowych masztach rozpięto 130-metrową antenę. W 1929 rozgłośnia przeniosła się do zaadaptowanego budynku Związku Pracowników Handlowych i Biurowych przy ul. Zielnej 25.
W 1927 Polskie Radio pierwsze na świecie rozpoczęło międzynarodową wymianę programów. W 1929 udzielono Polskiemu Radiu nową koncesję. W maju 1931 powstała stacja nadawcza w Raszynie o mocy 120 kW – ówcześnie najsilniejsza w Europie, która pokrywała swoim zasięgiem około 90% powierzchni ówczesnej Polski. Między dwoma masztami wysokimi na 200 m rozpięto tam antenę o długości 280 m.
W początkowym okresie działalności program radiowy był nadawany jedynie przez kilka wieczornych godzin. W drugiej połowie lat 30. XX w. był nadawany już przez cały dzień, od 6.15 rano do północy. Większość czasu antenowego zajmowała muzyka. Polskie Radio utrzymywało własne chóry, zespoły kameralne i orkiestry. Najsłynniejsza była Orkiestra Symfoniczna Polskiego Radia w Warszawie (obecnie Narodowa Orkiestra Symfoniczna Polskiego Radia w Katowicach) pod dyrekcją Grzegorza Fitelberga.
Na konferencji w Lucernie 19 czerwca 1933 Polsce przyznano częstotliwości (obowiązywały od 15 stycznia 1934):
1. Warszawa I – 230 kHz – 120 kW
2. Wilno – 536 kHz – 16 kW
3. Katowice – 758 kHz – 12 kW
4. Lwów – 795 kHz – 16 kW
5. Poznań – 868 kHz – 1,7 kW
6. Pińsk – 1339 kHz – 5 kW
7. Łódź – 1348 kHz – 1,7 kW
8. Kraków – 1366 kHz – 1,7 kW
9. Toruń – 1366 kHz – 2 kW
10. Warszawa II – 1384 kHz – 2 kW

Na konferencji w Montreux 15 kwietnia 1939 Polsce przyznano częstotliwości
(powinny obowiązywać od 4 marca 1940):
1. Warszawa I – 223,5 kHz – 300 kW
2. Łuck – 422 kHz – 20 kW
3. Wilno – 534 kHz – 50 kW
4. Baranowicze – 652 kHz – 50 kW
5. Katowice – 852 kHz – 50 kW
6. Lwów – 907 kHz – 50 kW
7. Poznań – 970 kHz – 50 kW
8. Toruń – 1150 kHz – 24 kW
9. Kraków – 1168 kHz – 10 kW
10. Kielce – 1465 kHz – 10 kW
11. Lublin – 1465 kHz – 10 kW
12. Stanisławów – 1465 kHz – 10 kW
13. Białystok – 1483 kHz – 10 kW
14. Gdynia – 1483 kHz – 10 kW
15. Łódź – 1483 kHz – 10 kW
16. Brześć nad Bugiem – 1546 kHz – 11 kW
17. Warszawa II – 1546 kHz – 10 kW
18. Głębokie – 1546 kHz – 10 kW

Ogółem Polskie Radio zatrudniało w 1939 około 1200 pracowników w całej Polsce. Majątek firmy według bilansu na 1 kwietnia 1939 wynosił ponad 23 mln zł. Roczne wpływy Polskiego Radia dochodziły do ponad 20 mln złotych, z czego w większości z opłat abonamentowych. Liczbę abonentów szacowano w latach 1935–1939 na 1,1 miliona.
| Polskie stacje radiowe – stan na 31 sierpnia 1939 | Polskie stacje radiowe – stan na 31 sierpnia 1939 | Polskie stacje radiowe – stan na 31 sierpnia 1939 | Polskie stacje radiowe – stan na 31 sierpnia 1939 | Polskie stacje radiowe – stan na 31 sierpnia 1939 | Polskie stacje radiowe – stan na 31 sierpnia 1939 | Polskie stacje radiowe – stan na 31 sierpnia 1939 |
| Nazwa                                             | Uruchomiona                                       | Moc w chwili uruchomienia (kW)                    | Częstotliwość (kHz)                               | Moc (kW)                                          | Zasięg (km)                                       | Uwagi                                             |
| ------------------------------------------------- | ------------------------------------------------- | ------------------------------------------------- | ------------------------------------------------- | ------------------------------------------------- | ------------------------------------------------- | ------------------------------------------------- |
| długofalowe                                       |                                                   |                                                   |                                                   |                                                   |                                                   |                                                   |
| Warszawa I                                        | 18 kwietnia 1926                                  | 1,2                                               | 225                                               | 120                                               | 300                                               |                                                   |
| średniofalowe                                     |                                                   |                                                   |                                                   |                                                   |                                                   |                                                   |
| Kraków                                            | 15 lutego 1927                                    | 1,8                                               | 1022                                              | 1,7                                               | ?                                                 |                                                   |
| Poznań                                            | 24 kwietnia 1927                                  | 1,5                                               | 868                                               | 16                                                | ?                                                 |                                                   |
| Katowice                                          | 4 grudnia 1927                                    | 12                                                | 758                                               | 12                                                | 45                                                |                                                   |
| Wilno                                             | 15 stycznia 1928                                  | 0,5                                               | 536                                               | 50                                                | 140                                               |                                                   |
| Lwów                                              | 15 stycznia 1930                                  | 1,5                                               | 795                                               | 50                                                | 100                                               |                                                   |
| Łódź                                              | 2 lutego 1930                                     | 1,5                                               | 1339                                              | 1,7                                               | ?                                                 |                                                   |
| Toruń                                             | 15 stycznia 1935                                  | 24                                                | 968                                               | 24                                                | 60                                                |                                                   |
| Warszawa II                                       | 1 marca 1937                                      | 10                                                | 1384                                              | 10                                                | 45                                                |                                                   |
| Baranowicze                                       | 1 lipca 1938                                      | 50                                                | 520                                               | 50                                                | 120                                               | Na skali skrót „Baranow”                          |
| Łuck                                              |                                                   |                                                   | 424                                               | 50                                                |                                                   | Tylko próby                                       |
| krótkofalowe                                      |                                                   |                                                   |                                                   |                                                   |                                                   |                                                   |
| Niepokalanów                                      |                                                   |                                                   |                                                   | 2                                                 |                                                   | Pasmo 41 m                                        |
| 6 stacji Ministerstwa PiT                         |                                                   |                                                   |                                                   | 31                                                |                                                   | Moc łączna                                        |

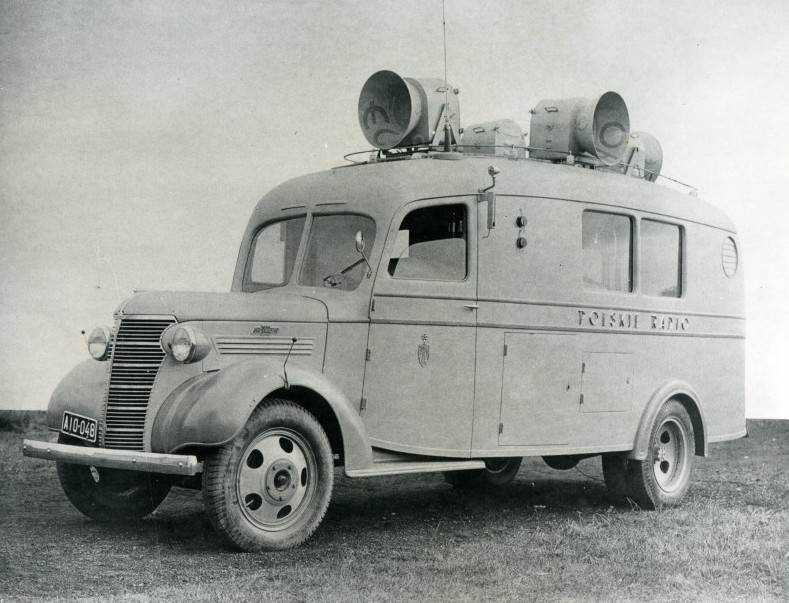
Wóz transmisyjny używany w PR od 1939

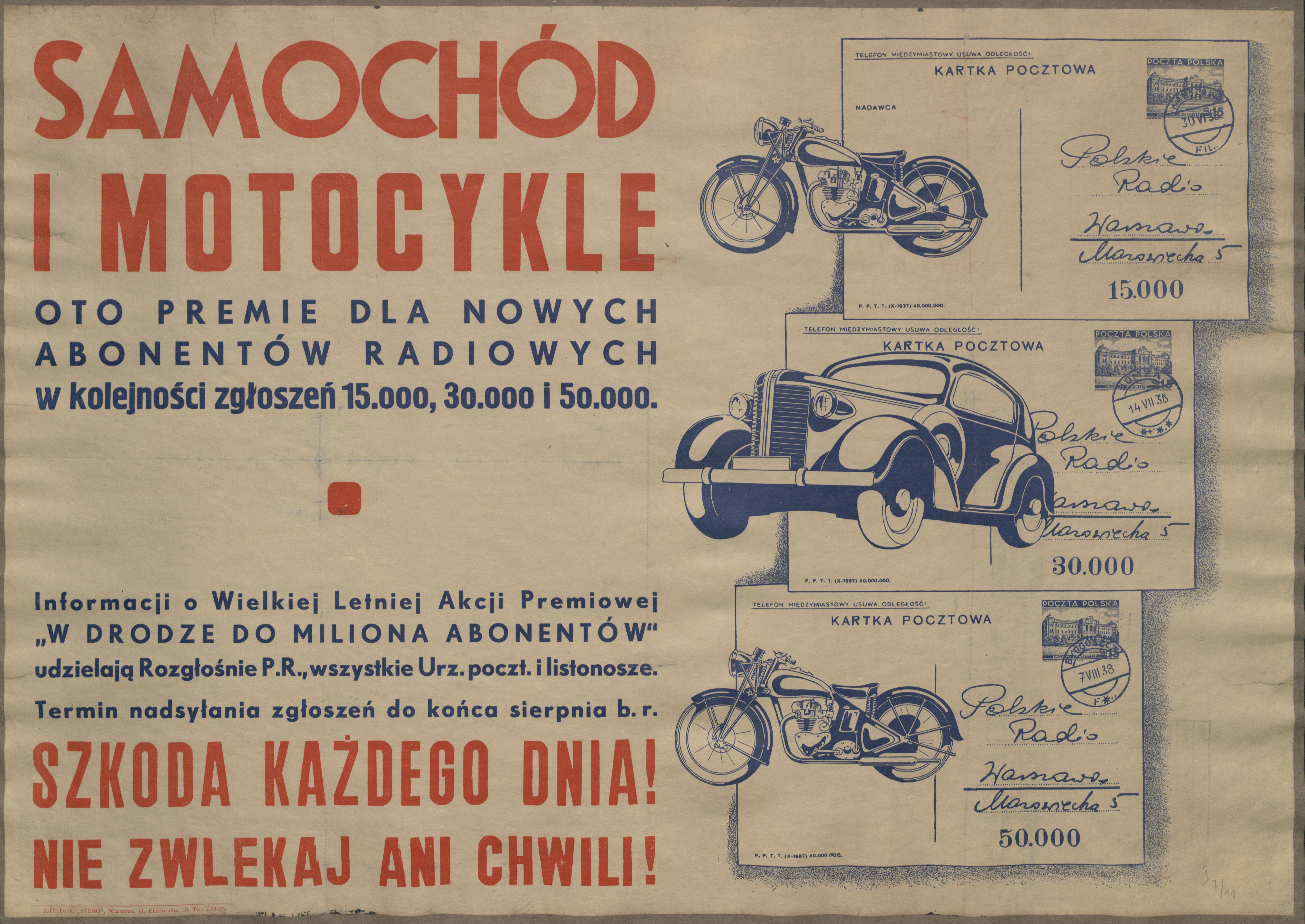
Ulotka reklamująca radio, lata 30. XX w.

W okresie międzywojennym zaczął się okres mocnego rozwoju radiofonii w kraju, i została rozpoczęta produkcja polskich odbiorników radiowych. Polskie Radio reprezentowało nowoczesny i wysoki poziom artystyczny. Radio przyciągało umysły i talenty: pisarzy, dyrygentów i aktorów. Pracownikami i współpracownikami radia byli: Jan Parandowski, Janusz Korczak, Zenon Kosidowski, Jerzy Szaniawski, Jarosław Iwaszkiewicz, Maria Dąbrowska, Maria Kuncewiczowa, Grzegorz Fitelberg, Zdzisław Górzyński, Władysław Szpilman, Stefan Jaracz, Aleksander Zelwerowicz.

### II wojna światowa
6 września 1939 została zrujnowana stacja nadawcza w Raszynie, ale 7 września zaczęła nadawać Warszawa II, utworzona na dyspozycję dowódcy obrony Warszawy gen. Waleriana Czumy i cywilnego komendanta stolicy prezydenta Stefana Starzyńskiego. Stacją kierował dyrektor muzyczny Polskiego Radia Edmund Rudnicki. Warszawa II nadawała przemowy Stefana Starzyńskiego, dostarczała wiadomości ze świata, aktualizowała wiedzę słuchaczy na temat wydarzeń stolicy i ogłaszała alarmy lotnicze.
30 września władze nazistowskie przejęły rozgłośnię, skonfiskowały odbiorniki i zakazały Polakom słuchania radia.
1 października 1939 Polskie Radio przeszło do działalności tajnej.

### Okres powojenny

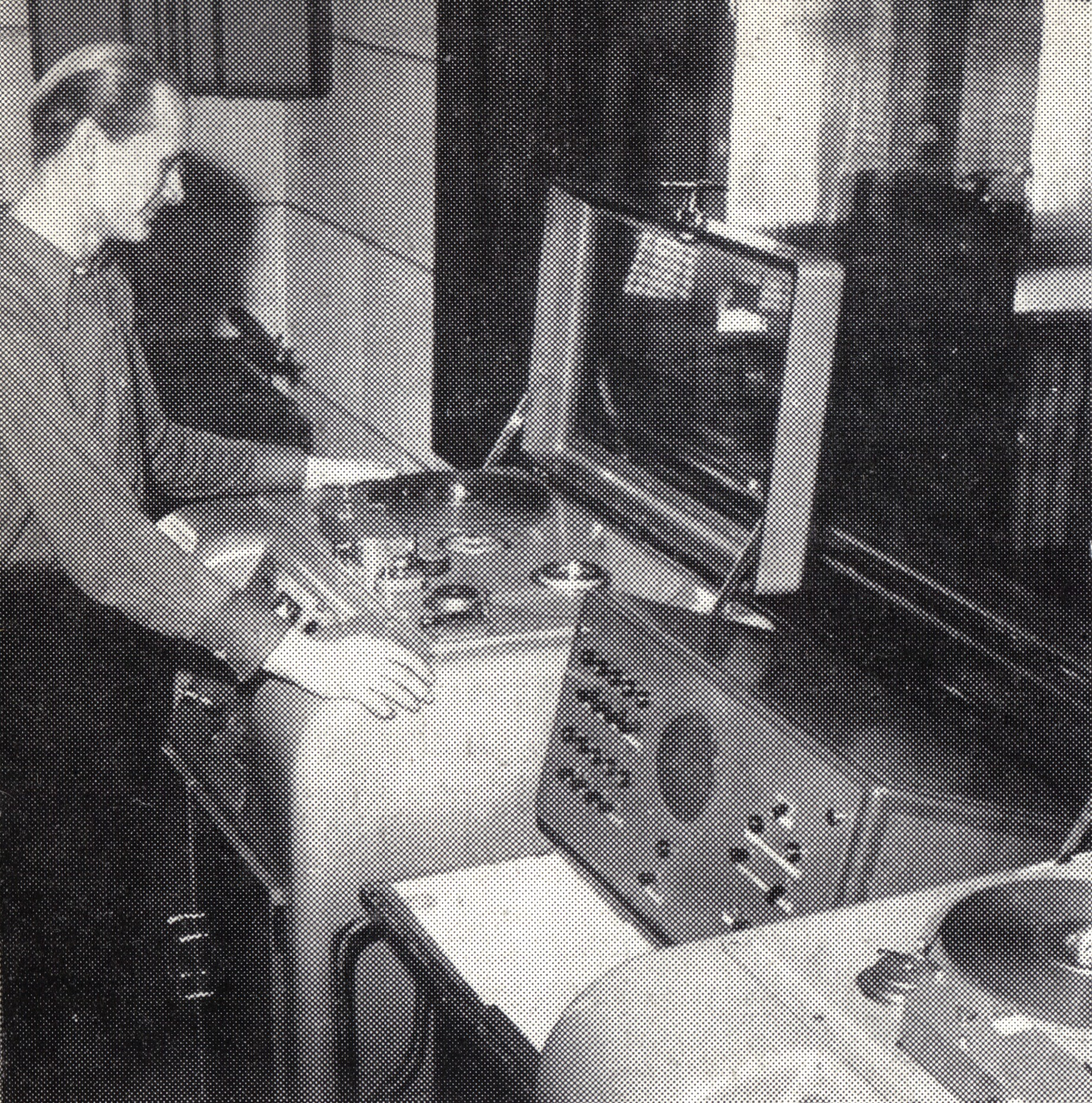
Magnetofony wykorzystywane w PR od 1949

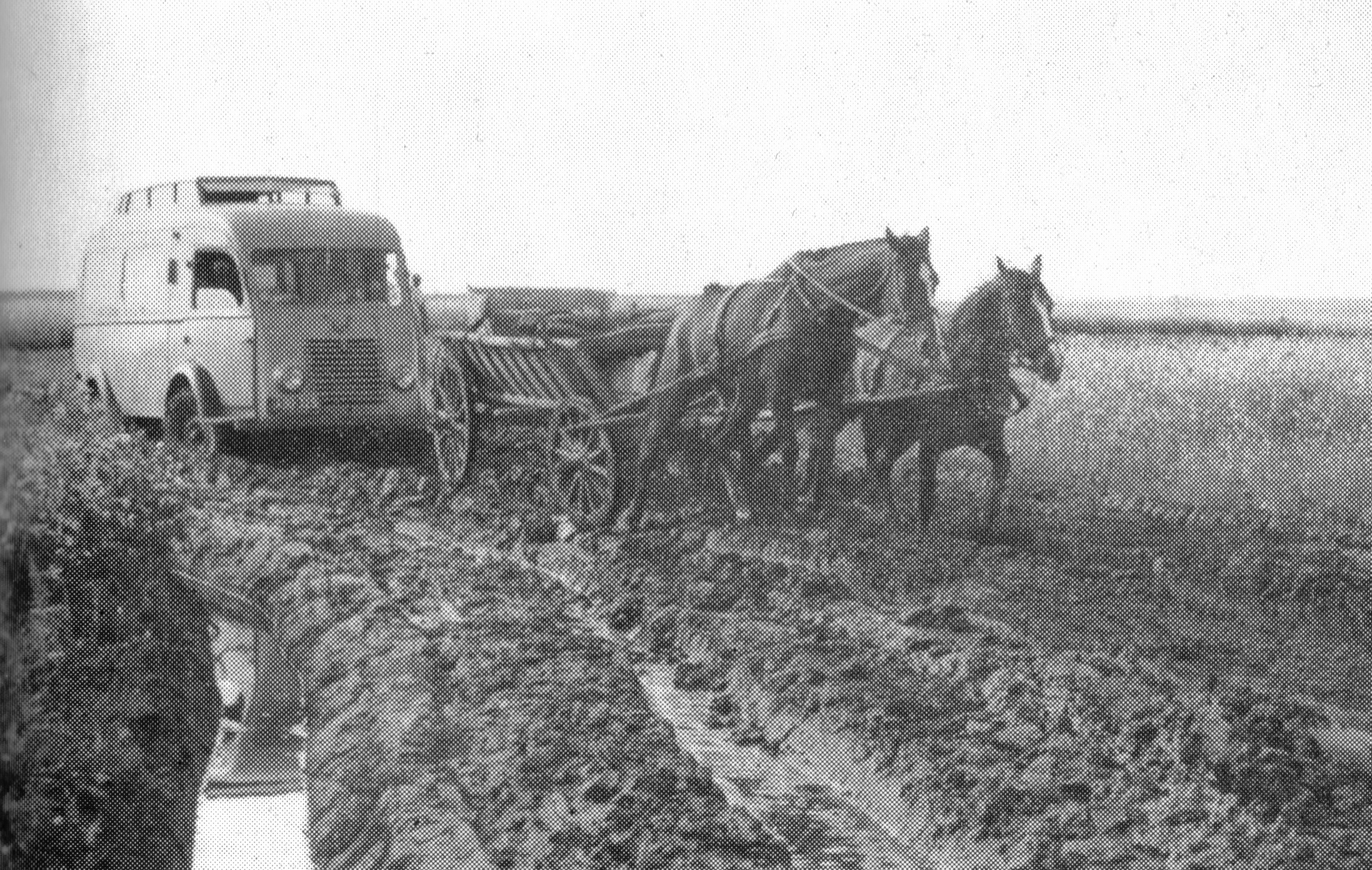
Wóz transmisyjny PR w latach 60. XX w.

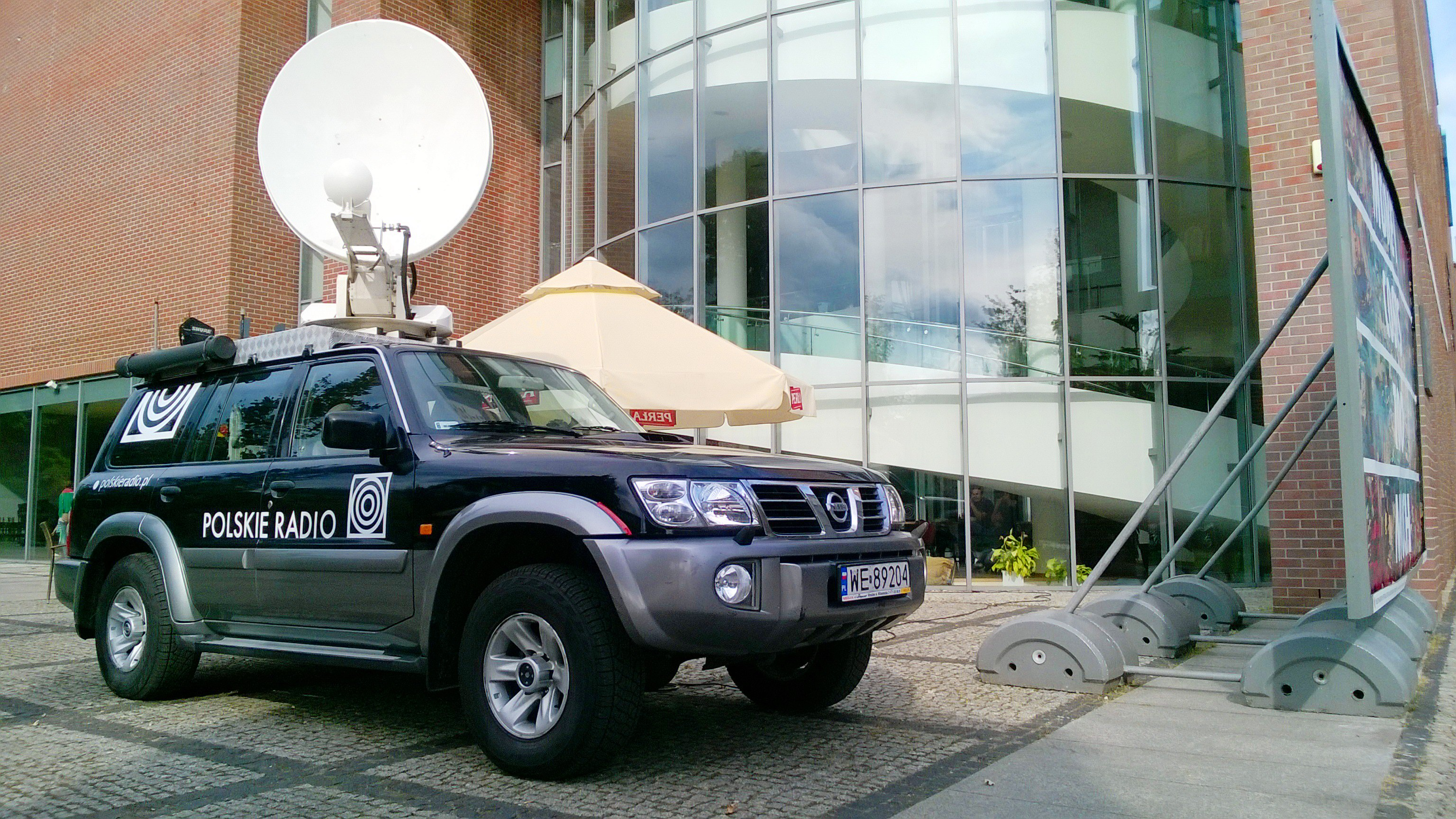
Samochód Polskiego Radia przy Centrum Sztuki Współczesnej Znaki Czasu w Toruniu

Powojenna historia Polskiego Radia rozpoczęła się 11 sierpnia 1944 od działalności tymczasowej rozgłośni nazywanej „Pszczółką” nadającej z bocznicy kolejowej w Lublinie. Wszystkie urządzenia były wówczas przedstawiane jako „dar” rządu ZSRR. W lutym 1945 Polskie Radio rozpoczęło nadawanie z kamienicy przy ul. Targowej 63. Stamtąd przeniosło się w Al. Ujazdowskie 31.
22 listopada 1944, na mocy dekretu PKWN, stworzono Przedsiębiorstwo Państwowe „Polskie Radio”. Majątek przeznaczony na działalność radia wyodrębniono z ogólnego majątku Skarbu Państwa. Pierwsze powojenne miesiące i lata to okres odbudowy zniszczonych rozgłośni i uruchamianie nowych na Ziemiach Zachodnich.
W 1946 postanowiono zrekonstruować radiostację Warszawa II o mocy 10 kW.
4 lutego 1949, Polskie Radio zostało przekształcone w Centralny Urząd Radiofonii, a następnie w Komitet ds. Radiofonii „Polskie Radio”; jako centralny organ administracji państwowej podlegało prezesowi Rady Ministrów.
Od 3 października 1949 nadawane były przez Polskie Radio dwa programy na całą Polskę.
W latach 50. Polskie Radio doświadczyło intensywnego okresu rozwoju merytorycznego i technicznego.
W 1956 po raz pierwszy zgłoszono polski dokument radiowy do konkursu Prix Italia. Był to reportaż Jerzego Janickiego i Stanisława Ziembickiego pt. Opowieść o mariackim hejnale.
1 listopada 1957 zaczęło funkcjonować Studio Eksperymentalne – jedna z kilku na świecie pracowni dźwięku, muzyki elektronicznej, działająca dla kompozytorów, radia, telewizji i filmu.
1 marca 1958 zaczął nadawać Program III, początkowo odbierany tylko w Warszawie; dopiero od 1962 stał się programem nadawanym na całą Polskę. „Trójka” zaproponowała odmienny model niż pozostałe dwa kanały, jej adresatami stali się w szczególności studenci.
W 1959 po raz pierwszy polska audycja zdobyła nagrodę w konkursie Prix Italia. Była to opera radiowa „Neffru”, autorstwa Zbigniewa Kopalki i Zbigniewa Wiszniewskiego.
W lipcu 1961 nadano pierwszą próbną audycję stereofoniczną.
W latach 60. nastąpiła rozbudowa powieści radiowej, programów dla młodzieży oraz reportażu literackiego. Na początku 1966 zaczęto nadawać programy nocne (muzyka, serwis informacyjny itd.), a w 1973 programy całodobowe.
W 1974 został zbudowany najwyższy na świecie maszt – o wysokości 646 metrów – powstał też nadajnik o mocy 2000 kW w Konstantynowie koło Gąbina. Polskiego Radia można było słuchać w całej Europie, w Afryce Północnej, na Wschodzie i na terytorium ówczesnego Związku Radzieckiego.
W latach 70. powstały nowe audycje emitowane na żywo: „Lato z Radiem” (od 1971), „Sygnały dnia” (od 1973), „Cztery Pory Roku”. Autorami audycji byli: Sławomir Szof, Tadeusz Sznuk, Tadeusz Cichomski, Lesław Nowak, Antoni Mielniczuk i inni.
2 stycznia 1976 zaczął nadawać Program IV – stacja o charakterze edukacyjnym.

### Po przemianach

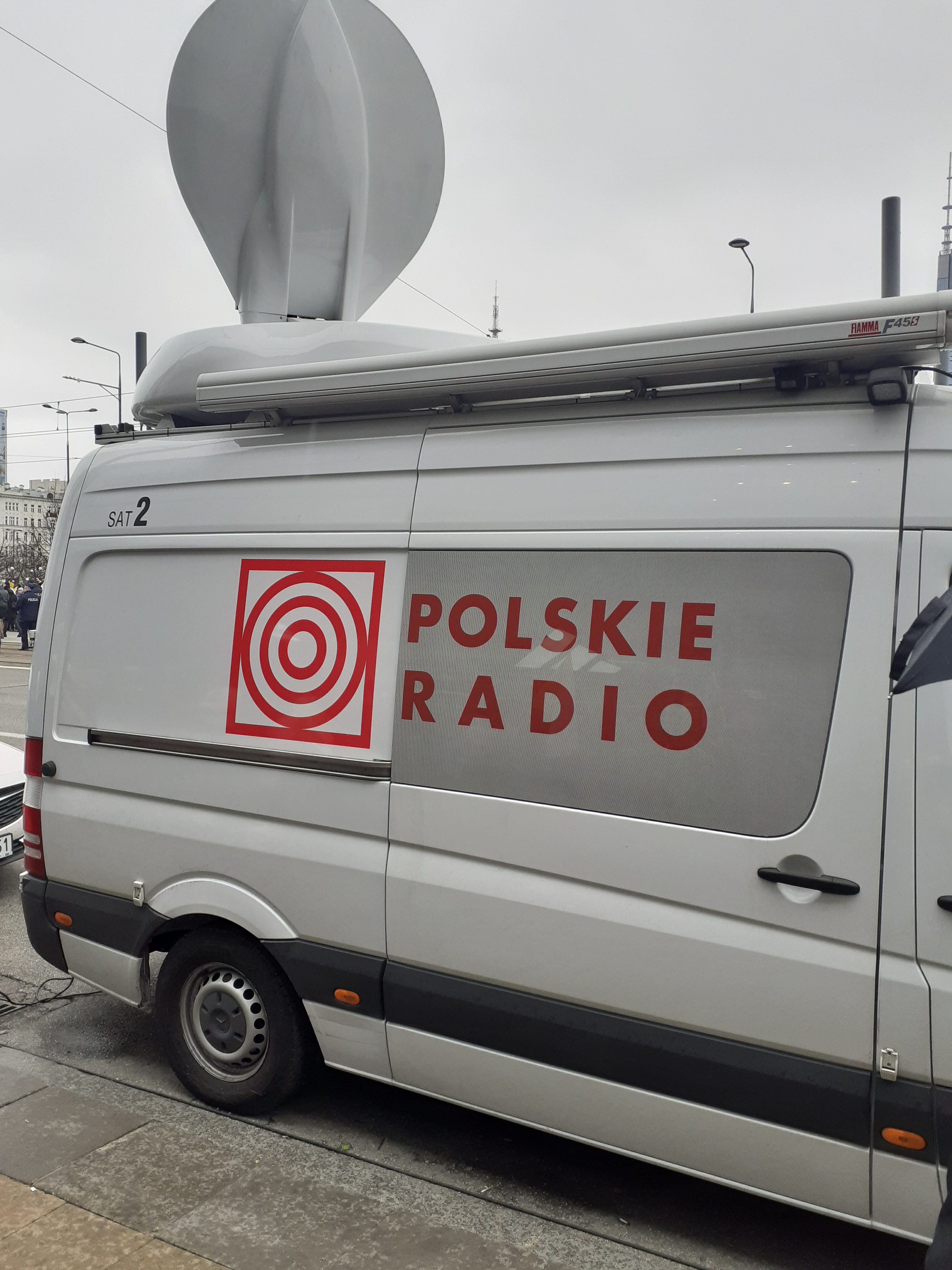
Furgonetka z logiem Polskiego Radia (2023).

W sierpniu 1991 zawalił się maszt radiowy w Konstantynowie. Zastąpiono go, zmodernizowaną w 1992, rozgłośnią w Raszynie.
29 grudnia 1992 Sejm uchwalił ustawę o radiofonii i telewizji: zdecydowano o podziale Państwowej Jednostki Organizacyjnej „Polskie Radio i Telewizja” na dziewiętnaście niezależnych spółek, podczas gdy telewizja została jedną spółką, Radio podzielono na Polskie Radio S. A. nadające programy ogólnopolskie oraz siedemnaście spółek regionalnych. Konsekwencją Ustawy było powstanie Krajowej Rady Radiofonii i Telewizji.
31 grudnia 1993 Polskie Radio stało się spółką akcyjną Skarbu Państwa: do rejestru handlowego w Sądzie Rejonowym dla miasta stołecznego Warszawy wpisano Spółkę Skarbu Państwa „Polskie Radio S.A.”.
W 1994 zostały powołane: Informacyjna Agencja Radiowa (IAR), Radiowe Centrum Kultury Ludowej oraz Polskie Radio Bis – następca Programu IV. Polskie Radio S.A. w tym samym roku dołączyło do Europejskiej Unii Radiowej (EBU).
Radiowe Centrum Nadawcze o mocy 1000 kW zostało oddane do użytku 4 września 1999 w Solcu Kujawskim. W uroczystościach otwarcia udział wzięli m.in. Aleksander Kwaśniewski – prezydent RP oraz kardynał Józef Glemp – prymas Polski.
3 lipca 2001 powołano Audytorium 17 – spółkę, której udziałowcami jest 17 Rozgłośni Regionalnych Polskiego Radia.
28 września 2005, z okazji osiemdziesięciolecia istnienia, Polskie Radio otrzymało Złoty Medal „Zasłużony Kulturze Gloria Artis”. W tym samym roku zostało uhonorowane Nagrodą Miasta Stołecznego Warszawy.
26 maja 2008 Polskie Radio Bis przekształcono w Polskie Radio Euro, jednak po ponad dwóch latach, 2 sierpnia 2010, powrócono do pierwszej nazwy Polskie Radio Program IV (stację nazywano także "Czwórką").
30 lipca 2009 o godzinie 18:00 wyłączono nadajnik w Raszynie, nadający Radio Parlament na częstotliwości 198 kHz, ze względów finansowych Polskiego Radia.
Pod koniec lipca 2010 uruchomiono, z okazji 85-lecia, stronę internetową moje.polskieradio.pl. 17 grudnia 2010 w Teatrze Polskim w Warszawie odbyła się gala „mojepolskieradio.pl”, będąca zwieńczeniem obchodów 85-lecia Polskiego Radia. Gwiazdą specjalną wydarzenia był brytyjski muzyk Sting, który wystąpił wspólnie z Polską Orkiestrą Radiową pod dyrekcją Adama Sztaby. Współorganizatorem wydarzenia był Program Drugi Telewizji Polskiej (TVP2).
27 grudnia 2010 uruchomiono informacyjny kanał internetowy Polskie Radio 24. Według danych podawanych rok po jego starcie, wśród wszystkich kanałów znajdujących się w serwisie moje.polskieradio.pl, Polskie Radio 24 zajmowało piąte miejsce pod względem słuchalności, tuż za głównymi antenami Polskiego Radia.
18 stycznia 2011 o godzinie 23:00 rozpoczęto regularny przekaz Radia na Wizji.
25 września 2011 odbyło się uroczyste otwarcie nowego studia koncertowego imienia Władysława Szpilmana. Pianista ten związany był z Polskim Radiem od 1935. Był ostatnią osobą, która przed przerwą związaną z II wojną światową grała na żywo w Polskim Radiu – ostatni koncert odbył się 23 września 1939.
Radio współpracuje z klasami dziennikarskimi XXI Liceum Ogólnokształcącego im. Hugona Kołłątaja w Warszawie.
16 listopada 2012 instytucja została wyróżniona Złotym Medalem „Za zasługi dla obronności kraju” przez Ministra ON Tomasza Siemoniaka.
1 października 2013 Polskie Radio zaczęło nadawać swój program także w technologii DAB+. Emisję cyfrową, obejmującą swoim sygnałem Warszawę i Katowice, rozpoczęły: Jedynka, Dwójka, Trójka, Czwórka, Polskie Radio dla Zagranicy, Polskie Radio RDC, Radio Katowice, a także dotychczas nadające tylko w Internecie informacyjne Polskie Radio 24 oraz nowe muzyczne Polskie Radio Rytm.
W latach 2015–2020 kilkukrotnie zmieniał się układ rozgłośni w multipleksie DAB+. 1 kwietnia 2015 roku uruchomiono emisję Polskiego Radia Dzieciom, w listopadzie 2017 roku Radio Rytm zastąpiło Radio Chopin, a w październiku 2020 roku uruchomiono Polskie Radio Kierowców.
1 września 2016 roku Polskie Radio 24 zastąpiło Czwórkę na falach UKF, przejmując również od niej oficjalny tytuł Programu IV Polskiego Radia.
Polskie Radio jest współorganizatorem Konkursu „Książka Historyczna Roku”.
27 grudnia 2023 Minister Kultury i Dziedzictwa Narodowego w związku z wetem Prezydenta w sprawie finansowania spółki postawił ją w stan likwidacji, jednak w styczniu 2024 sąd odmówił dokonania stosownego wpisu w Krajowym Rejestrze Sądowym. 8 kwietnia 2024 Sąd Rejonowy dla m.st. Warszawy zatwierdził w Krajowym Rejestrze Sądowym postanowienie o postawieniu w stan likwidacji spółki Polskie Radio S.A..
W 2024 roku Polskie Radio rozpoczęło likwidację swojej biblioteki.

## Ogólnopolskie rozgłośnie Polskiego Radia

### Stacje nadające naziemnie

#### Analogowo i wDAB+
- Polskie Radio Program I – emisja na falach długich 225 kHz, nadajniki UKF i DAB+ pokrywają ok. 95% kraju
- Polskie Radio Program II – nadajniki UKF pokrywają ok. 58% kraju.
- Polskie Radio Program III – nadajniki UKF pokrywają ok. 93% kraju.
- Polskie Radio 24 (nadaje analogowo jako Program IV) – nadajniki UKF pokrywają ok. 21% kraju[40].
- Polskie Radio dla Zagranicy (określana także jako Program V) – nazwa zbiorcza kilku kanałów z audycjami w językach obcych. Wybrane programy nadawane są na falach UKF lub krótkich między innymi w Stanach Zjednoczonych, Indiach, Irlandii, Australii, Wielkiej Brytanii, Litwie czy na Ukrainie, w Polsce odbiór cyfrowy.

#### Wyłącznie wDAB+
Sygnał DAB+ pokrywa około 40% powierzchni kraju i 49% jego ludności.
- Polskie Radio Czwórka
- Polskie Radio Chopin
- Polskie Radio Dzieciom
- Polskie Radio Kierowców
- Polskie Radio Dla Ukrainy

### Stacje nadające przez Internet
Wszystkie rozgłośnie Polskiego Radia dostępne są w Internecie. Obok standardowych programów funkcjonuje również kilkadziesiąt specjalnych stacji tematycznych, nadawanych w ramach serwisów moje.polskieradio.pl. i player.polskieradio.pl.

### Przekazy wideo
Na stronie internetowej Polskiego Radia dostępne są przekazy wideo ze studiów radiowych Polskiego Radia 24 oraz Czwórki – ten drugi przekaz jest okrojoną formą byłego Radia na Wizji.

## Rozgłośnie Regionalne, będące dawniej częścią Polskiego Radia
Rozgłośnie Regionalne Polskiego Radia będące obecnie oddzielnymi spółkami, zrzeszone są w sieci Audytorium 17
| Rozgłośnia Regionalna | Siedziba     | Region nadawania                | Strona www | Stacje dodatkowe |
| --------------------- | ------------ | ------------------------------- | ---------- | --- |
| Radio Białystok       | Białystok    | województwo podlaskie           |            | |
| Radio Gdańsk          | Gdańsk       | województwo pomorskie           |            | |
| Radio Katowice        | Katowice     | województwo śląskie             |            | Radio OK Katowice (lokalna dla aglomeracji górnośląskiej) – w latach 2011–2013                                                               |
| Radio Kielce          | Kielce       | województwo świętokrzyskie      |            | Folk Radio (tematyczna) |
| Radio Koszalin        | Koszalin     | województwo zachodniopomorskie  |            | Radio Słupsk (lokalna dla Słupska) |
| Radio Kraków          | Kraków       | województwo małopolskie         |            | OFF Radio Kraków (tematyczna)Radio Kraków Kultura (tematyczna)                                                                               |
| Radio Lublin          | Lublin       | województwo lubelskie           |            | Radio Freee (lokalna dla Lublina) |
| Radio Łódź            | Łódź         | województwo łódzkie             |            | Radio Łódź Extra (program kulturalny, emisja w DAB+ i internecie) Radio Łódź Nad Wartą (lokalne dla zachodniej części województwa łódzkiego) |
| Radio Olsztyn         | Olsztyn      | województwo warmińsko-mazurskie |            | Radio Warmii i Mazur (program kulturalny, emisja w DAB+ i internecie)                                                                        |
| Radio Opole           | Opole        | województwo opolskie            |            | Radio Opole 2 (tematyczna) |
| Radio Pomorza i Kujaw | Bydgoszcz    | województwo kujawsko-pomorskie  |            | |
| Radio Poznań          | Poznań       | województwo wielkopolskie       |            | MC Radio (lokalna dla Poznania) |
| Radio Rzeszów         | Rzeszów      | województwo podkarpackie        |            | |
| Polskie Radio RDC     | Warszawa     | województwo mazowieckie         |            | |
| Radio Szczecin        | Szczecin     | województwo zachodniopomorskie  |            | Radio Szczecin Extra (lokalna dla Szczecina)                                                                                                 |
| Radio Wrocław         | Wrocław      | województwo dolnośląskie        |            | Radio RAM (dla Wrocławia) Radio Wrocław Kultura (tematyczna)                                                                                 |
| Radio Zachód          | Zielona Góra | województwo lubuskie            |            | Radio Zielona Góra (lokalna dla Zielonej Góry), Radio Gorzów (lokalna dla Gorzowa Wielkopolskiego)                                           |

## Studia nagraniowe i koncertowe Polskiego Radia w Warszawie
Studia nagraniowo-koncertowe:
- Studio Koncertowe Polskiego Radia im. Witolda Lutosławskiego (studio S1), otwarte w 1991 w kompleksie radiowo-telewizyjnym przy ul. Zygmunta Modzelewskiego 59[48]. Przeznaczone do nagrań zarówno muzyki klasycznej, jak i rozrywkowej[48]. Miejsce wystawiania spektakli teatralno-muzycznych[48]. Siedziba festiwali i konkursów muzycznych[48].
- Studio Koncertowe Polskiego Radia im. Władysława Szpilmana (dawne studio S1) otwarte w 2011 w gmachu głównym Polskiego Radia w al. Niepodległości.
- Muzyczne Studio Polskiego Radia im. Agnieszki Osieckiej (studio M1), otwarte w 1947 przy ul. Myśliwieckiej 3/5/7[48].

Studia nagraniowe znajdujące się przy ul. Zygmunta Modzelewskiego 59:
- Studio S2, służące do nagrań muzyki klasycznej i filmowej[48].
- Studio S3, otwarte w 1984[48]. Przeznaczone do nagrań różnych gatunków muzycznych[48]. Przez kilka lat było siedzibą Orkiestry Tanecznej Polskiego Radia pod dyrekcją Andrzeja Trzaskowskiego[48].
- Studio S4/6 imienia Jerzego Wasowskiego[49], przeznaczone do nagrań muzyki rozrywkowej[48]. Dzięki stałym połączeniom reżyserni ze Studiem S1 oraz Studiem S2 istnieje możliwość nagrywania dużej orkiestry symfonicznej w technice wielośladowej[48].

## Władze Polskiego Radia
| Zdjęcie | Zdjęcie | Imię i nazwisko  | Okres                 | Przypis |
| ------- | ------- | ---------------- | --------------------- | ------- |
| 1.      |         | Zygmunt Chamiec  | 1925–05.07.1935       |         |
| 2.      |         | Roman Starzyński | 05.07.1935–05.07.1938 |         |
| 3.      |         | Konrad Libicki   | 1938–1939             |         |
| 4.      |         | Edmund Rudnicki  | 1939                  |         |
| 5.      |         | Wilhelm Billig   | 1944–1951             |         |

| Zdjęcie | Zdjęcie | Imię i nazwisko      | Okres           | Przypis |
| ------- | ------- | -------------------- | --------------- | ------- |
| 6.      |         | Romuald Gadomski     | 01.10.1951–1954 |         |
| 7.      |         | Tadeusz Galiński     | 1954–1956       |         |
| 8.      |         | Włodzimierz Sokorski | 1956–08.12.1960 |         |

| Zdjęcie | Zdjęcie | Imię i nazwisko        | Okres                 | Przypis |
| ------- | ------- | ---------------------- | --------------------- | ------- |
| 8.      |         | Włodzimierz Sokorski   | 08.12.1960–10.1972    |         |
| 9.      |         | Maciej Szczepański     | 10.1972–08.1980       |         |
| 10.     |         | Józef Barecki          | 08.1980–09.1980       |         |
| 11.     |         | Zdzisław Balicki       | 25.09.1980–07.07.1981 |         |
| 12.     |         | Władysław Loranc       | 07.1981–12.1982       |         |
| –       |         | Jerzy Bajdor (p.o.)    | 12.1982–03.1983       |         |
| 13.     |         | Mirosław Wojciechowski | 03.1983–07.1986       |         |
| 14.     |         | Janusz Roszkowski      | 07.1986–04.1989       |         |
| 15.     |         | Jerzy Urban            | 04.1989–09.1989       |         |
| 16.     |         | Andrzej Drawicz        | 09.1989–07.01.1991    |         |
| 17.     |         | Marian Terlecki        | 12.01.1991–22.10.1991 |         |
| 18.     |         | Janusz Zaorski         | 22.11.1991–19.05.1992 |         |
| 19.     |         | Zbigniew Romaszewski   | 22.05.1992–05.06.1992 |         |
| (18.)   |         | Janusz Zaorski         | 05.06.1992–31.03.1993 |         |

| Zdjęcie | Zdjęcie | Imię i nazwisko          | Okres                                                 | Przypis       |
| ------- | ------- | ------------------------ | ----------------------------------------------------- | ------------- |
| 20.     |         | Krzysztof Michalski      | 1993–05.1998                                          |               |
| 21.     |         | Stanisław Popiołek       | 1998–2000                                             |               |
| 22.     |         | Ryszard Miazek           | 2000–07.2002                                          |               |
| 23.     |         | Andrzej Siezieniewski    | 07.2002–06.2006                                       |               |
| 24.     |         | Krzysztof Czabański      | 30.06.2006–10.01.2009                                 |               |
| –       |         | Jarosław Hasiński (p.o.) | 20.09.2009–19.11.2009                                 |               |
| 25.     |         | Jarosław Hasiński        | 19.11.2009–12.07.2011                                 |               |
| (23.)   |         | Andrzej Siezieniewski    | 26.08.2011–08.01.2016                                 | [ 50 ]        |
| 26.     |         | Barbara Stanisławczyk    | 08.01.2016–31.03.2017                                 | [ 51 ]        |
| 27.     |         | Jacek Sobala             | 01.04.2017–28.08.2018 (zawieszony od 07.08.2018)      | [ 52 ] [ 53 ] |
| –       |         | Andrzej Rogoyski (p.o.)  | 07.08.2018–22.11.2018                                 |               |
| 28.     |         | Andrzej Rogoyski         | 22.11.2018–22.01.2020                                 |               |
| 29.     |         | Agnieszka Kamińska       | 22.01.2020–20.12.2023                                 | [ 54 ]        |
| 30.     |         | Paweł Majcher            | 20.12.2023–27.12.2023 od 28.12.2023 (jako likwidator) | [ 55 ] [ 56 ] |